# 沈棨 (天順進士)
沈棨（1435年—？），字元節，號吾匏，又號大石山人，浙江嘉興府平湖縣人，明朝政治人物。

## 生平
景泰七年（1456年）丙子科浙江鄉試第二十八名舉人，天順八年（1464年）中式甲申科會試第四十八名，二甲第三十四名進士。授工部主事，榷稅龍江關，力祛時弊，有廉能聲，出為潮州府知府，丁憂歸，服闋，起為延平府知府，調臨江府知府，升貴州布政使司右參政。

## 家族
曾祖沈珍；祖父沈昊；父沈渭，封工部主事。兄沈樾，弟沈樟、沈枟。沈樾子沈煉。